# Apák és fiúk (regény)
Az Apák és fiúk (oroszul: Отцы и дети) Ivan Szergejevics Turgenyev orosz író 1862-ben megjelent, leghíresebb regénye. Címe a nemzedékek kapcsolatára utal, és a regényt sokszor valóban csak a nemzedékek közötti ellentét kifejeződéseként ismertetik.

## Keletkezése
Turgenyev regényei alapötletét saját élményeiből vagy valóban megtörtént eseményekből merítette. Maga beszélte el, hogy a tőle egyébként távol álló főhős, Bazarov alakját egy fiatal orvosról mintázta, akivel egyik oroszországi útján a vonaton ismerkedett meg. Ott ő maga képviselte az idősebb, útitársa pedig a fiatalabb nemzedéket.
A könyv tervét az angliai Wight-sziget Ventnor nevű tengeri fürdőhelyén dolgozta ki 1860-ban. Az első fejezeteket a tél folyamán Párizsban, a többit oroszországi birtokán írta és 1861 júliusában fejezte be. A regény azonban csak 1862 telén jelent meg a Russzkij Vesztnyik című folyóiratban. Közben ugyanis ismerősei tanácsára az író sokat változtatott a szövegen, például később iktatta be Anna Szergejevna életének előtörténetét.
A cselekmény 1859 nyarán játszódik. Oroszországban akkor – a vereséggel végződött krími háború (1853–1856) után – történelmi változások érlelődtek; új eszmék, új társadalmi erők csírái jelentek meg, és 1861-ben hivatalosan megszűnt a jobbágyság. Ebben a történelmi helyzetben írta Turgenyev első négy regényét (Rugyin, Nemesi fészek, A küszöbön, Apák és fiúk), melyek mindegyike az író korában játszódik; műfaj, szerkezet és az alapvető kérdések szempontjából is (különbségeik ellenére) szorosan összefüggnek. Ezen a talajon születtek többnyire rokonszenvvel ábrázolt központi regényhősei, különleges női alakjai, és alkotta meg a lázadó ember új típusát, melyet a regényben „nihilistának” nevez.

## Tartalma

### Személyek
- Bazarov, Jevgenyij Vasziljevics – a regény központi alakja, „nihilista”; nőtlen fiatalember, az orvosi akadémián egy év múlva végez, leendő orvos.
  - anyja: Arina Vlaszjevna.
  - apja: Vaszilij Ivanovics.
- Kirszanov, Arkagyij Nyikolajevics – 23 éves, most végezte az egyetemet, kezdetben Bazarov barátja.
  - apja: Nyikolaj Petrovics – 44 éves földbirtokos, felesége több mint 10 éve meghalt; Fenyecska a szeretője.
  - nagybátyja: Pavel Petrovics – az előző bátyja, egykori nagy szerelmi csalódása után nőtlenül él.
- Fenyecska – az elhunyt gazdaasszony lánya; Nyikolaj Petrovics kitartottja, szeretője.
- Ogyincova, Anna Szergejevna – feltűnően szép, 29 éves özvegyasszony, földbirtokos.
- Kátya (Jekatyerina Szergejevna) – a húga; tartózkodó, józanul gondolkodó kb. 18 éves lány.
- Kuksina és Szitnyikov – a „progresszió” divatjában tetszelgő, ironikusan ábrázolt alakok.

### Cselekménye
|  | Alább a cselekmény részletei következnek! |

1859. május 20-án az apai birtokra, Nyikolaj Petrovics Kirszanovhoz hazatér az egyetemről fia, Arkagyij, akit egy éve nem látott. Vele jön vendégségbe barátja és példaképe, az orvosi akadémiát jövőre befejező, természettudományos érdeklődésű Jevgenyij Bazarov, aki a hagyományos értékeket elutasító nézeteket vall.
A művészetkedvelő, újdonságokra is fogékony és liberálisnak tartott Nyikolaj Petrovics feszengve vallja be fiának, hogy magához vette Fenyecskát, egykori gazdaasszonyának lányát, akitől fél éve gyereke született. Bátyja, a konzervatívabb Pavel Petrovics is örömmel fogadja Arkagyijt, de a vendégtől idegenkedik. Az angol divat szerint, gondosan öltöző nemes úr („ez a piperkőc”) és a viseltes öltözékű, plebejus Bazarov („ez a borzas”) között kölcsönös ellenszenv támad, ami hamar világnézeti vitákhoz vezet (és később párbajba torkollik).
Arkagyij a barátját „nihilista”-ként mutatja be. Bazarov elveti a tekintélyt, az elveket, a liberalizmust, az arisztokratizmust, az orosz intézményeket és közállapotokat; a művészetet hiábavalóságnak, a lelki élet megnyilvánulásait „romanticizmus”-nak tartja, a nőben csak nőstényt igyekszik látni és a hasznos dolgokon kívül mindent tagad.
– Az vezet a cselekvésben, amit hasznosnak ismerünk el… A mi korunkban a leghasznosabb a tagadás, tehát mi tagadunk.
– Mindent?
– Mindent. (…)
– Ön tehát mindent tagad, vagy pontosabban kifejezve, mindent rombol… No de építeni is kell.
– Ez már nem a mi dolgunk… Előbb meg kell tisztítani a helyet.
Erre válaszolva, Pavel Petrovics az orosz nép és a civilizáció védelmezőjeként éli bele magát a vitába: „Nekünk drága kincsünk a civilizáció, igen, igen, tisztelt uram; drága nekünk a gyümölcse.” Testvére megértőbb és úgy érzi „...van bennük valami, ami bennünk nincs meg: egy bizonyos fölény… Az ifjúság? Nem, nemcsak az ifjúság. Vajon nem abból ered a fölényük, hogy kevesebb úrhatnám vonásuk van, mint nekünk?” [Az orosz eredetiben az „úrhatnám vonás”: следы барства].
A két barát ***városba megy. Megismerkednek a helyi „progresszió” ironikusan ábrázolt képviselőivel (Szitnyikov, Kuksina), majd a kormányzói bálon Anna Szergejevna Ogyincovával, a szép és gazdag özveggyel, aki meghívja őket vendégségbe a házába, ahol húgával, Kátyával lakik. Bazarov egyszerre féltékeny lesz barátjára, pedig az asszonyt épp az ő különös egyénisége vonzza. Közben Arkagyijt Kátya kezdi érdekelni. Bazarov a beszélgetéseik során beleszeret Anna Szergejevnába. Nemcsak vonzalmat érzett az asszony iránt, hanem „valami más is talajt fogott benne” és „felháborodva látta meg magában a romantikust” Egy alkalommal már nem tud uralkodni magán: szerelmével szinte ráront Ogyincovára, aki ezt érdeklődésével és természetes nőiségével maga váltja ki, de a vad szenvedély láttán megijed és visszautasítja. – Nem értettük meg egymást, – mondja, később magában: 
– Nem – döntötte el végre –, isten tudja, hova vezetne, ezzel nem lehet tréfálni, és a nyugalom mégiscsak a legjobb világon”.
Bazarov barátjával együtt meglátogatja idős szüleit, akikhez eredetileg is készült. Anyja (egyszerű, jóságos parasztasszony) és apja (egykori katonaorvos), a hagyományos orosz falusi élet képviselői, boldogan lesik szavait, de környezetükben Bazarov unatkozik. Arkagyij érzékeli a szülők szeretetét és taszítja barátja hidegsége, aki szerint ő „szépelegve beszél” és „máris a nagybátyja nyomdokába akar lépni”.
Visszatérnek a Kirszanov-birtokra. Arkagyij megunja barátját, Anna Szergejevna házába utazik és hamarosan bevallja szerelmét Kátyának. Bazarov tovább végzi mikroszkópos vizsgálatait, sétálgat Fenyecskával és egy reggel megcsókolja a kertben. Pavel Petrovics meglesi és másnap kihívja párbajra. Bazarov ostobaságnak tartja a párbajt, de egykedvűen rááll; könnyebben megsebesíti kihívóját és rögtön be is köti a sebet. Azután az ellenfelek kissé zavarban, de szinte barátként társalogva ülnek a földön, míg értük jön a kocsi.
A párbaj után Bazarov is Anna Szergejevnához siet. Az asszony továbbra is tartózkodó, mégis marasztalja, mert „jó beszélgetni” vele. Bazarov úgy érzi, alamizsnát kínálnak neki, amit nem fogad el, és udvariasan elköszön. Elválik Arkagyijtól is, aki Kátyával kettesben maradva nyugodtan ismeri el, hogy teljesen „megszabadult” barátja befolyásától. A lány véleménye: „Ő ragadozóféle, mi pedig, maga meg én, szelídek vagyunk.” Bazarov visszamegy szülei házába, lázasan dolgozni kezd; néhány hétig akar maradni, de napokon belül levertség fogja el, majd egy boncoláskor vérmérgezést kap. Halálos ágyán Anna Szergejevna meglátogatja.
Epilógus. Hat hónappal később Arkagyij Kátyával és Nyikolaj Petrovics Fenyával köt házasságot. Arkagyij az apjával együtt berendezkedett a birtokon és jó gazda lett. Nagybátyja Drezdában telepedett le. Anna Szergejevna férjhez ment egy nagyreményű jogász "jégcsap-emberhez". Bazarov öreg szülei a temetőben újra és újra elsiratják fiukat.
|  | Itt a vége a cselekmény részletezésének! |

## Fogadtatása
Turgenyev regénye általában véve is a régi és az új nemzedék találkozásának rajza, de saját korának szóló üzenete is jól kiolvasható volt belőle: érkezett egy új, helyét és hangját kereső plebejus nemzedék, amely változásokat akar. Csakhogy ami ezen túl van, azt a két tábor eltérően értelmezte, és a könyv heves vitákat váltott ki. A fiatal értelmiség, a forradalmi demokraták köre karikatúrának, saját törekvései megcsúfolásának tartotta a „fiúkat” képviselő Bazarov alakját, aki lenézi a művészetet, és csak kritizál, de nem cselekszik. A konzervatív ellentábor szerint viszont a regény nevetségessé teszi az „apákat", de rokonszenvvel ábrázolja vagy nem elég egyértelműen ítéli el a „nihilista” Bazarov alakját. A kor ismert kritikusa, Dmitrij Piszarev szerint a szerző objektíven, elfogultság nélkül ábrázolta hősét, és teljesen helyén való volt, hogy tragikus alakot állított a középpontba.

## Értelmezések, bírálatok
Az „Apák és fiúk” már régóta a világirodalom nagy regényei között foglal helyet. Megjelenése óta is sok eltérő vélemény látott róla napvilágot, neves írók és irodalmárok értelmezték a maguk eltérő szempontjai szerint. A rövid ismertetők általában csak a nemzedéki ellentétekről szóló könyvként mutatják be.
Egy mai orosz felfogás szerint a központi konfliktus nem a fiatal és az idősebb nemzedék között bontakozik ki, hanem a fiúk nemzedékén belül: Bazarov és Arkagyij között, akik különböző társadalmi réteghez tartoznak. Bazarov halála szükségszerű, Arkagyij apjával és Kátyával oldalán felülkerekedik, és a hagyományos liberális orosz nemesi életmód megtartó ereje győzedelmeskedik.
Egy másik mai, hazai értelmezés is a fiatalok közötti ellentétet emeli ki és úgy látja, hogy a regényben „a nemzedékek szerinti felosztást felváltja egy másik szereplőcsoportosítás.” Eszerint: hasonlóságaik alapján (kudarc a szerelemben, nem találják meg helyüket az életben) az egyik csoportba kerül Bazarov és Pavel Petrovics alakja, a másikba a helyüket megtalált férfiszereplők (Arkagyij és Nyikolaj Petrovics alakja). A következtetés: „…a mű elején érvényesnek tűnő nemzedéki ellentétet egy másik ellentét váltja fel. Ez utóbbi csoportosítás hátterében már nem a 19. századi Oroszországban aktuális eszmék (tehát a nihilizmus) áll, hanem az emberi lét lényegére vonatkozó kérdések.”

### Hely, idő, szerkezet
A regény 28 rövid fejezetből áll. Cselekménye 1859 májusában kezdődik és a nyár folyamán játszódik; az epilógus-szerű utolsó fejezet félévvel később. A történet a vidéki Oroszországban, három egymáshoz közeli helyszínen zajlik: Kirszanovék udvarházában, Ogyincova udvarházában és Bazarov szüleinek falusi házában. Mindenhová másodszor is visszatérünk, valamint bepillantást nyerünk egy kisvárosba és a szereplők előéletébe is.
A regény központi alakja a „nihilista”-ként jellemzett Bazarov; őt és vele tartó barátját, Arkagyijt – a fiúk nemzedékének képviselőit – „követi” a cselekmény fővonala. A történet két súlyponti része, legfontosabb jelenete – Bazarov és Pavel Petrovics vitája (10. fejezet), valamint Bazarov szerelmi vallomása (18. fejezet) – a regény szerkezetében teljesen szimmetrikusan helyezkedik el. A központi női alak, Ogyincova pedig csak a 14. fejezetben, vagyis épp a könyv közepén jelenik meg először.
A tanév végén Bazarov hetekig barátja, Arkagyij Kirszanov apjának udvarházában vendégeskedik. Ott vitákat folytat Arkagyij liberális apjával (Nyikolaj Petrovics) és annak bátyjával (Pavel Petrovics), nyíltan hangoztatva az ő életfelfogásukkal ellentétes, alapvető értékeket is tagadó nézeteit. Azután Arkagyijjal együtt megismerkedik a szép özvegy földbirtokosnővel, Ogyincovával, aki iránt – elveivel ellentétben – szerelemre gyúl, de visszautasításban részesül; Arkagyij pedig megszereti és eljegyzi az özvegy húgát, Kátyát, és végleg eltávolodik barátjától. Bazarov végül idős szüleihez utazik és ott egy véletlenül szerzett sebtől meghal.

### Bazarov és a Kirszanovok
(Nemzedéki ellentétek)
A Kirszanovék udvarházában folytatott beszélgetésekben ütköznek ki a nemzedékinek mondott ellentétek. Bazarov szélsőséges elutasító nézeteit az idős Kirszanovok azért sem fogadhatják el, mert az általa kétségbevont érzelmek, szellemi értékek („haszontalanságok”) – a művészet, a szerelem, a természet szépsége –, őket éltetik. Nyikolaj Petrovics szereti a verseket, a zenét (gordonkázik is), gyönyörködik a természetben; bátyja pedig egy régi nagy szerelem emlékével, árnyékában él (és vonzódik Fenyecskához). Ő egyenesen meggyűlöli az „undorító önhittséggel” válaszolgató Bazarovot, Nyikolaj Petrovics pedig félni kezd, hogy lemaradt, „Arkagyij meg előre ment, így nem tudjuk megérteni egymást.”
Arkagyij eleinte valóban követi Bazarovot, pl. a „teljesen haszontalan” Puskin-könyv helyett Ludwig Büchner természetfilozófiai munkáját adja apja a kezébe, németül, de néha már idegenkedik túlzásaitól. (Lassú leválását jól mutatja, hogy később már maga is nagy költő, Heine egyik könyvét olvassa). Bazarovot ezek a viták nem ingatják meg, semmilyen látható nyomot nem hagynak benne.
Turgenyev regényében többnyire a nemzedékek közötti ellentét ábrázolását látják, illetve ezt emelik ki és esetleg különféle módon értelmezik is.
„Bazarov fő ellensége, Pavel Petrovics [és testvére] is a régi nemzedék képviselője. Bazarov és Arkagyij viszont már egy új, feszültségekkel teli korszak gyermekei… A regény fő célja az egymással szemben álló felek nézeteinek tisztázása…”
„Az idősebb és a fiatalabb generáció ellentétében ilyenformán a nemesi magatartás két változata, a patriarkális érzelmesség és a civilizált arisztokratizmus ütközik a forradalmi racionalizmussal, melyet a nyers, ironikus, kíméletlen Bazarov, egy orvostanhallgató képvisel.”
Ez az ellentét a Kirszanov-kúria jeleneteiben már készen áll előttünk, – pedig csak a regény első felénél tartunk.

### Bazarov és Ogyincova
(Szerelem, „randevú”)
Csak a regény második felében, Ogyincova udvarházában tárulnak fel Bazarov személyének ellentmondásai. A lelki igényeket kétségbevonó, a szerelem haszontalanságát valló Bazarov beleszeret a szép özvegybe, aki a kezdeti biztatás után megijed a férfi vadságától – talán saját magától is – és visszautasítja. A találkozások után Bazarov magabiztossága megrendül, szembe kerül önmagával.
Ogyincova túl van egy gazdag, idős emberrel kötött érdekházasságon; szabad, önálló egyéniség, nincsenek előítéletei, a társadalmi különbség nem érdekli. Érdeklődéssel közelít a férfihez, megpróbál belelátni. Vagy talán nem csak ezt akarja… Bazarov előtt áll egy lenézett „fehérnép”, aki nem a nézeteit, hanem őt magát szeretné megismerni: hogyan képzeli a jövőjét? maga sem hiheti, hogy egyszerű körorvos lesz – miközben nagyratörő céljai vannak? „mit akar valójában? mi van a lelkében? ki maga? mi maga?” Később a feltétlen odaadás képességéről és nehézségéről beszélgetnek, és itt már Ogyincova visszahúzódik. Amikor a férfiból kitör a visszatartott feszültség és a szerelmi szenvedély, a nő, aki ezt „elérte”, kihátrál a helyzetből.
A 19. századi francia irodalmár, Eugène-Melchior de Vogüé kissé egysíkúan, ragadozóként mutatja be a főhőst. Bazarov megdöbben saját újkeletű érzésén, amely ellen sem a kritikai magyarázat, sem a tagadás nem segít.
„Azután a fájdalom által legyőzetve úgy tesz, mint a farkas, amely a zsákmányára éhezik… állatias ugrással rohan a prédájára; a kacér nő kisiklik kezei közül, ő pedig lehorgasztott fejjel eloson, rágódva a megsértett kevélységen, és a magányban csöndesen emészti magát… Komor, néma, büszke haláltusája is a vadállat haldoklása, amely a golyójával a sűrűségbe vonul.” Alakja sajnálatra méltó, de nem gyűlöletes. Számára Ogyincova kissé nőstény farkas, aki „elkezd játszadozni a vadállattal”; az idős Kirszanovok pedig (az apák) egyértelműen pozitív figurák: „derék emberek a régi jó fajtából, akik félénken nézik az új áramlatok forrongását és iparkodnak azt gyöngédséggel visszaszorítani.”
Vogüé magyar kortársa, Haraszti Gyula irodalomtörténész több beleérzéssel közelít Bazarov alakjához; a külső viselkedés helyett a belső drámát („önmagával meghasonolva”) hangsúlyozza:
„Bazaroff, ez a rideg materialista, ki a nőben csak eszközt s minden érzelmességben csak romantikus hóbortot lát, maga is e hóbort igájába hajolni kénytelen; hiába küzd szerelme ellen, mígnem egy nagy kudarc után, önmagával meghasonolva s e meghasonlottságtól fokozott durvaságában, majdnem vad dühében magányba vonul, »sivár unalom s levertség« vesz rajta erőt, — s ő, ki oly föllengző honfiúi tervekkel volt eltelve, egy ostoba véletlennek, ha ugyan véletlennek lesz áldozata.” Ezután a kritikus hosszan méltatja Bazarov szüleinek meleg színekkel ábrázolt alakját.
A szerelem fűzi össze Arkagyij és Kátya kettősét is; miközben Arkagyij „megszabadul” Bazarov hatásától, alárendeli magát a nála szintén erősebb, irányító személyiség, Kátya befolyásának. A szerelem témája variálódik a Kirszanov-udvarház további jeleneteiben is, Fenyecska rendkívül finoman megrajzolt alakja körül, valamint Bazarov és Pavel Petrovics párbajában, (ami nem a nemzedéki ellentét kifejeződése).
Az alakok és viszonyuk egymásra vonatkoztatásával egyéni drámák vagy megalkuvások, a cselekvés és vállalás, a választott életút különféle variációi tárulnak fel. Egymással párhuzamba kerül – a párbaj ellenére, sőt részben az által – a két ellenfél: a körülményeket (kudarcokat?) elfogadni nem tudó, kompromisszumra nem hajló, ezért magányos Bazarov és Pavel Petrovics romantikus alakja. A befejezés búcsúebédjén Bazarov és Ogyincova már nincs jelen, Pavel Petrovics pedig épp most távozik. Együtt ülnek viszont a realitásokat elfogadó, alkalmazkodó többiek: a „megtért fiú” az elégedett apával és a fiatal feleséggel, – a nővére gyámkodása alól kiszabadult Kátyával. Selyemruhában, feszengve ott ül a választás lehetőségétől eleve megfosztott Fenyecska is, 
„…s úgy mosolygott, mintha ezt szeretné kifejezni vele: „Bocsássanak meg, nekem ebben semmi részem.” És nemcsak ő, hanem a többiek is mosolyogtak, mintha ők is bocsánatot akarnának kérni; mindegyik egy kicsit zavarban volt, egy kicsit szomorú, és a lelke mélyén mégis jól érezte magát. …mintha valamennyien abban állapodtak volna meg, hogy eljátszanak valami ártatlan komédiát.”
Bazarov elaggott szülei, amint elhunyt fiuk sírjához járnak, Turgenyev együttérző szavaival köszön el az olvasótól.

## Magyarul
- a regény Ambrozovics Dezső-féle (régi!) fordításának teljes szövege[19]
- Bazaroff. Orosz regény; Pallas, Bp., 1889 (Pallas-könyvtár)
- Apák és fiúk / Füst; ford. Ambrozovics Dezső, Szabó Endre; Révai, Bp., 1904
- Bazaroff. Orosz regény; Magyar Hírlap, Bp., 1905
- Apák és fiúk. Regény; ford. Trócsányi Zoltán; Az Est–Pesti Napló, Bp., 1935 (Filléres klasszikus regények)
- Apák és fiúk / Füst; ford. Áprily Lajos, ill. Végh Gusztáv, Zádor István, tan. Héra Zoltán: Turgenyev a hatvanas években; Új Magyar Kiadó, Bp., 1954 (Orosz remekírók)
- Turgenyev összes regényei, 1-2.; ford. Áprily Lajos, Európa Könyvkiadó, 1969
- Apák és fiúk; ford. Gy. Horváth László; Helikon Kiadó, Bp., 2019

## Későbbi feldolgozások
- Apák és fiúk, 1957-ben bemutatott olasz film, rendezte Mario Monicelli.[20]
- Apák és fiúk, 1959-ben bemutatott orosz, szovjet film, rendezte Adolf Bergunker és Natalja Rasevszkaja.[21]